# Верхні Анатріяли
Верхні Анатрія́ли (рос. Верхние Анатриялы, чув. Малтикас Патӑръяль) — присілок у складі Цівільського району Чувашії, Росія. Входить до складу Риндинського сільського поселення.
Населення — 62 особи (2010; 89 у 2002).
Національний склад:
- чуваші — 94 %